# Johann Tobias Bürg
Johann Tobias Bürg (24 de diciembre de 1766 – 15 de noviembre de 1835) fue un astrónomo austríaco. 

## Semblanza
Nacido en Viena, Bürg trabajó como docente y astrónomo en Klagenfurt, en Carintia. Tiempo después trabajó como asistente en el observatorio de Viena desde 1792 hasta su retiro en 1813.
Durante este tiempo publicó tablas astronómicas de la luna que fueron apreciadas por su exactitud. Debido a las mismas, fue nombrado miembro de la Academia de Ciencias de Francia. En 1819 descubre la compañera binaria de Antares a través de una ocultación lunar en la cual Antares B es vista por primera vez. El periodo orbital puede ser de unos 2500 años. La estrella Antares B tiene una magnitud de +5,5 y ha sido descrita de color verde esmeralda. Burg fallece en Wiesenau, cerca de Klagenfurt, en 1835.    
Falleció en 1835 en la localidad austríaca de Bad Sankt Leonhard im Lavanttal (Carintia), a los 69 años de edad.

## Eponimia
- Johann Heinrich von Mädler nombra a un cráter en la luna con su nombre, el cráter Bürg en 1834 como homenaje a su trabajo.[4]